# Jean-Louis Akpa Akpro
Jean-Louis Akpa Akpro (Toulouse, 4 januari 1985) is een Frans/Ivoriaans voetballer die momenteel clubloos is. Zijn positie is aanvaller.

## Carrière
Akpa Akpro is geboren en opgegroeid in Toulouse. Op 15-jarige leeftijd werd hij toegelaten op het trainingscentrum van de voetbalclub uit zijn stad, Toulouse FC, een club uit de Franse Ligue 1. Na een intensieve opleiding trad hij in 2004 aan in het eerste elftal van de club. Hij bleef de club trouw tot 2007, wanneer hij de overstap maakte naar tweedeklasser Stade Brestois uit de Bretonse stad Brest. Hij speelt slechts een half jaar bij deze club, om in juni 2007 de overstap te maken naar de Brusselse club FC Brussels uit de Eerste Klasse. Hij tekende een contract tot en met 2008. Na zijn vertrek bij Brussels in 2008 ging hij aan de slag in de Engelse lagere divisies. Sinds 2016 speelt hij voor Barnet FC.
Akpa Akpro is de broer van Jean-Daniel Akpa-Akpro van Toulouse FC.

## Statistieken
| Seizoen | Club               | Land      | Competitie         | Wed. | Doelp. |
| ------- | ------------------ | --------- | ------------------ | ---- | ------ |
| 2004/05 | Toulouse FC        | Frankrijk | Ligue 1            | 12   | 0      |
| 2005/06 | Toulouse FC        | Frankrijk | Ligue 1            | 14   | 3      |
| 2006/07 | Toulouse FC        | Frankrijk | Ligue 1            | 10   | 1      |
| 2006/07 | → Stade Brestois   | Frankrijk | Ligue 2            | 15   | 2      |
| 2007/08 | FC Brussels        | België    | Jupiler Pro League | 3    | 0      |
| 2008/09 | Grimsby Town FC    | Engeland  | League Two         | 20   | 3      |
| 2009/10 | Grimsby Town FC    | Engeland  | League Two         | 36   | 5      |
| 2010/11 | Rochdale ACF       | Engeland  | League One         | 32   | 4      |
| 2011/12 | Rochdale ACF       | Engeland  | League One         | 41   | 7      |
| 2012/13 | Tranmere Rovers FC | Engeland  | League One         | 28   | 8      |
| 2013/14 | Tranmere Rovers FC | Engeland  | League One         | 25   | 2      |
| 2013/14 | → FC Bury          | Engeland  | League Two         | 10   | 0      |
| 2014/15 | Shrewsbury Town    | Engeland  | League Two         | 45   | 9      |
| 2015/16 | Shrewsbury Town    | Engeland  | League One         | 38   | 6      |
| 2016/17 | Barnet FC          | Engeland  | League Two         | 23   | 1      |
| 2016/17 | →Yeovil Town       | Engeland  | League Two         | 13   | 2      |
| 2017/18 | Barnet FC          | Engeland  | League Two         | 26   | 3      |
| Totaal  | Totaal             | Totaal    | Totaal             | 391  | 56     |